# Dom tkaczy przy ul. Nadrzecznej 1 w Nowej Rudzie
Dom tkaczy przy ul. Nadrzecznej 1 w Nowej Rudzie – budynek mieszkalny trzykondygnacyjny z XVII wieku, przebudowany w XIX i XX wieku. Dom skierowany jest szczytem do rzeki Włodzicy, jego podcienia tworzą ciąg uliczny z numerami: 1, 2, 3, 5, 6, 7. Dom posiada sklepienie łukowe. Wejście do budynku znajduje się w podcieniach. Na kamiennym późnobarokowym portalu widnieje data 1798, a obok kotwicy litery FF. Sień przechodnia ma drugie wejście od podwórza. 
Podobny ciąg dziewięciu budynków z podcieniami do lat 70. XX w. istniał po prawej stronie rzeki przy ul. Łukowej. Ze względu na zły stan techniczny zostały rozebrane, z wyjątkiem jednego nr 10.

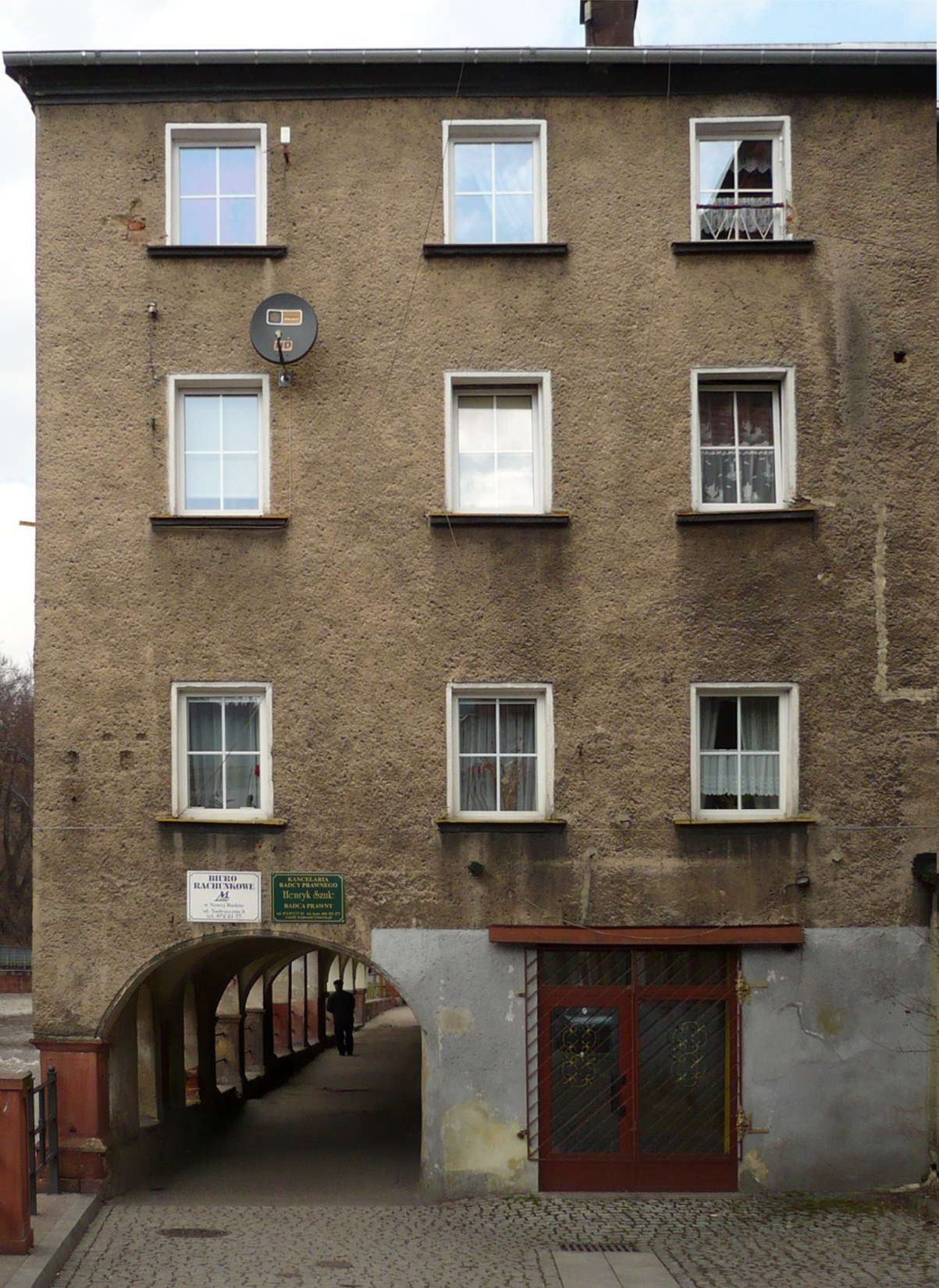
Nowa Ruda, ul. Nadrzeczna 1, bok
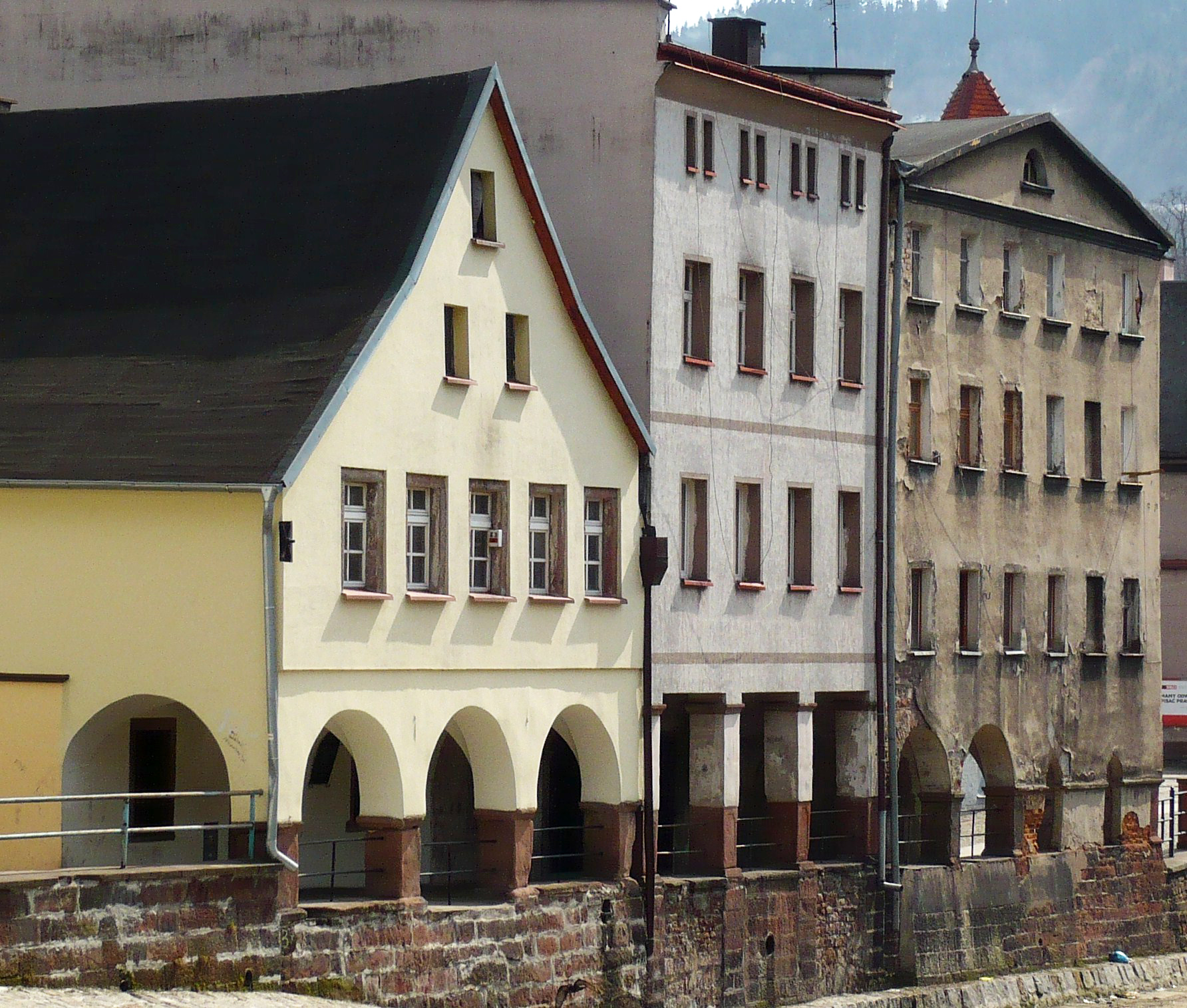
Nowa Ruda, ul. Nadrzeczna od lewej nr 3, 2, 1
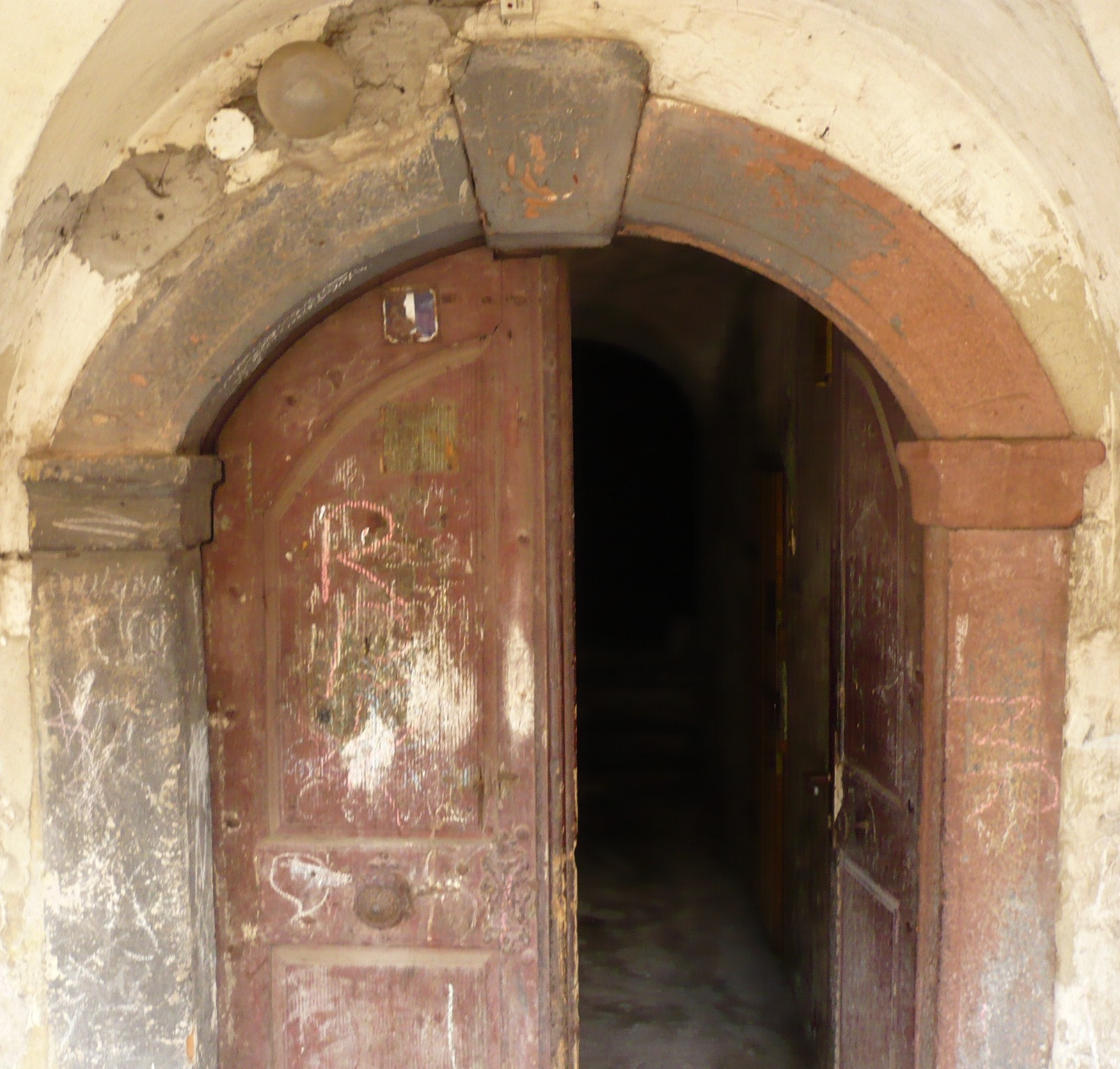
Nowa Ruda, ul. Nadrzeczna 1, brama
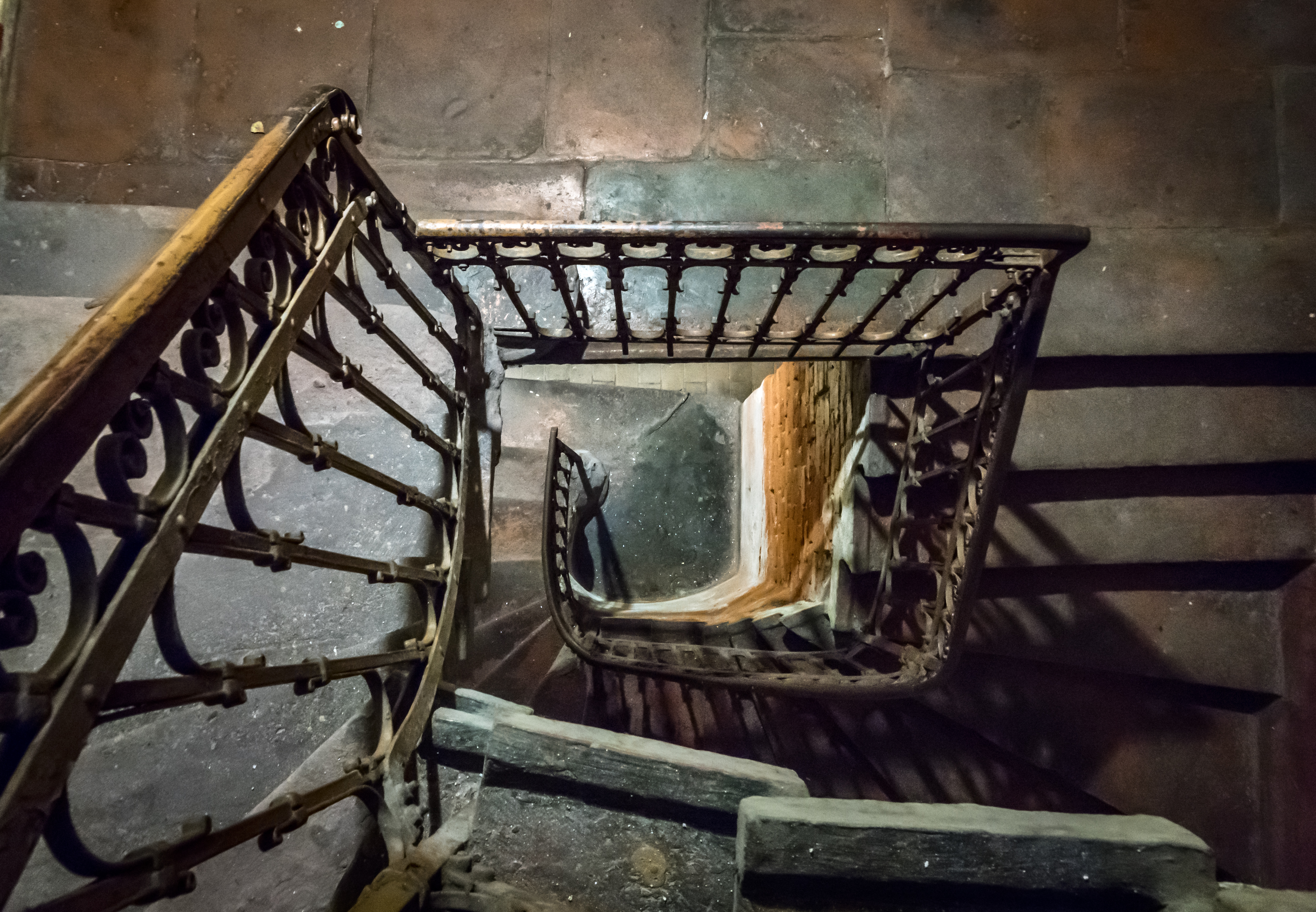
Klatka schodowa